# Salsola mairei
Salsola mairei är en amarantväxtart som beskrevs av Viktor Petrovitj Botjantsev. Salsola mairei ingår i släktet sodaörter, och familjen amarantväxter. Inga underarter finns listade i Catalogue of Life.